# Thành phố ngầm Kaymakli

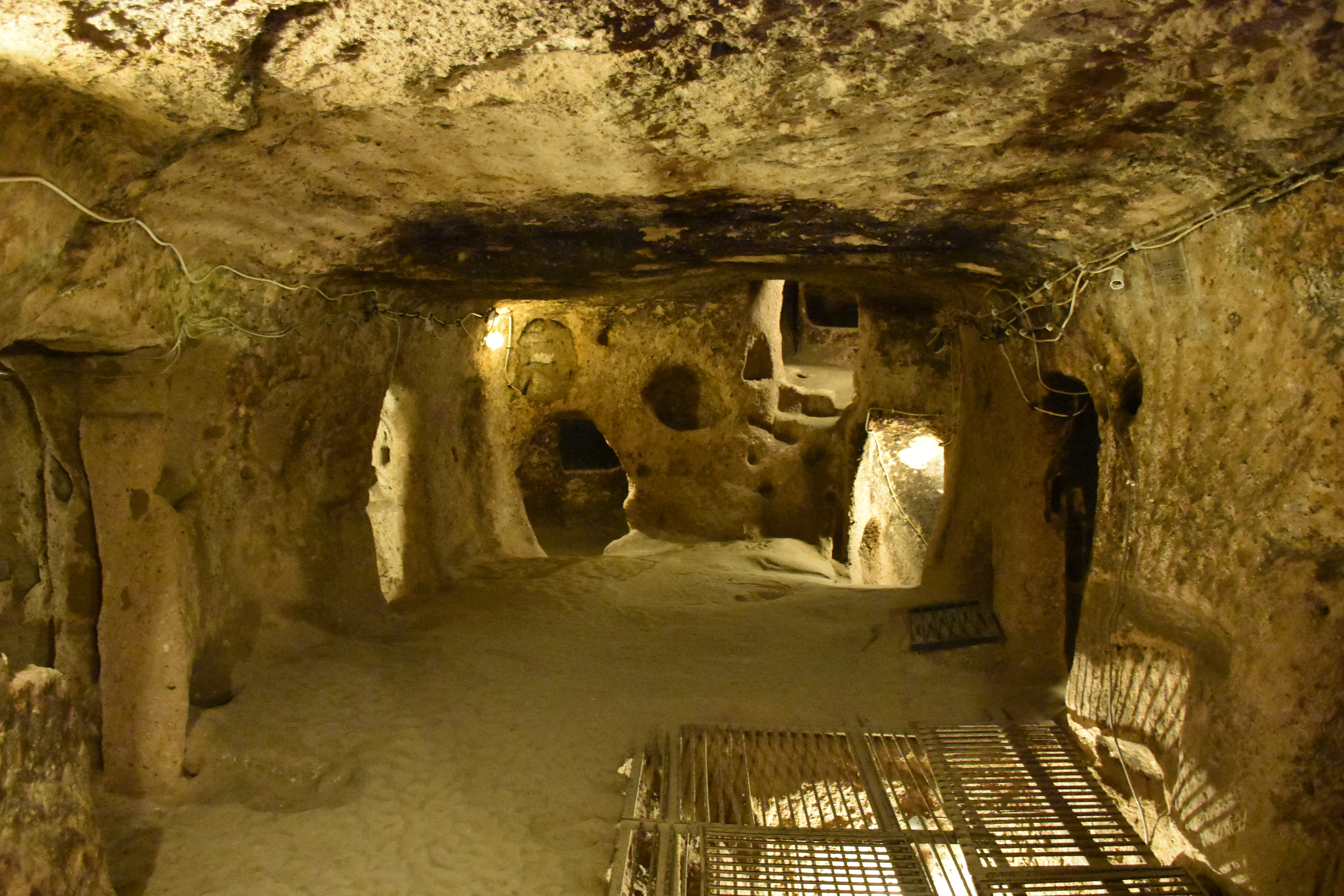
Một căn phòng lớn sau khi xuống vài tầng trong thành phố

Kaymakli (tiếng Thổ Nhĩ Kỳ: Kaymaklı; Cappadocian Greek: Ανακού) là một thành phố ngầm nằm cách trung tâm thành phố Kaymakli khoảng 20 km ở khu vực miền trung Tiểu Á của Thổ Nhĩ Kỳ. Lần đầu tiên mở cửa cho khách du lịch vào năm 1964, khu vực cách  tỉnh Nevşehir khoảng 19 km, trên đường Nevşehir-Niğde.

## Lịch sử

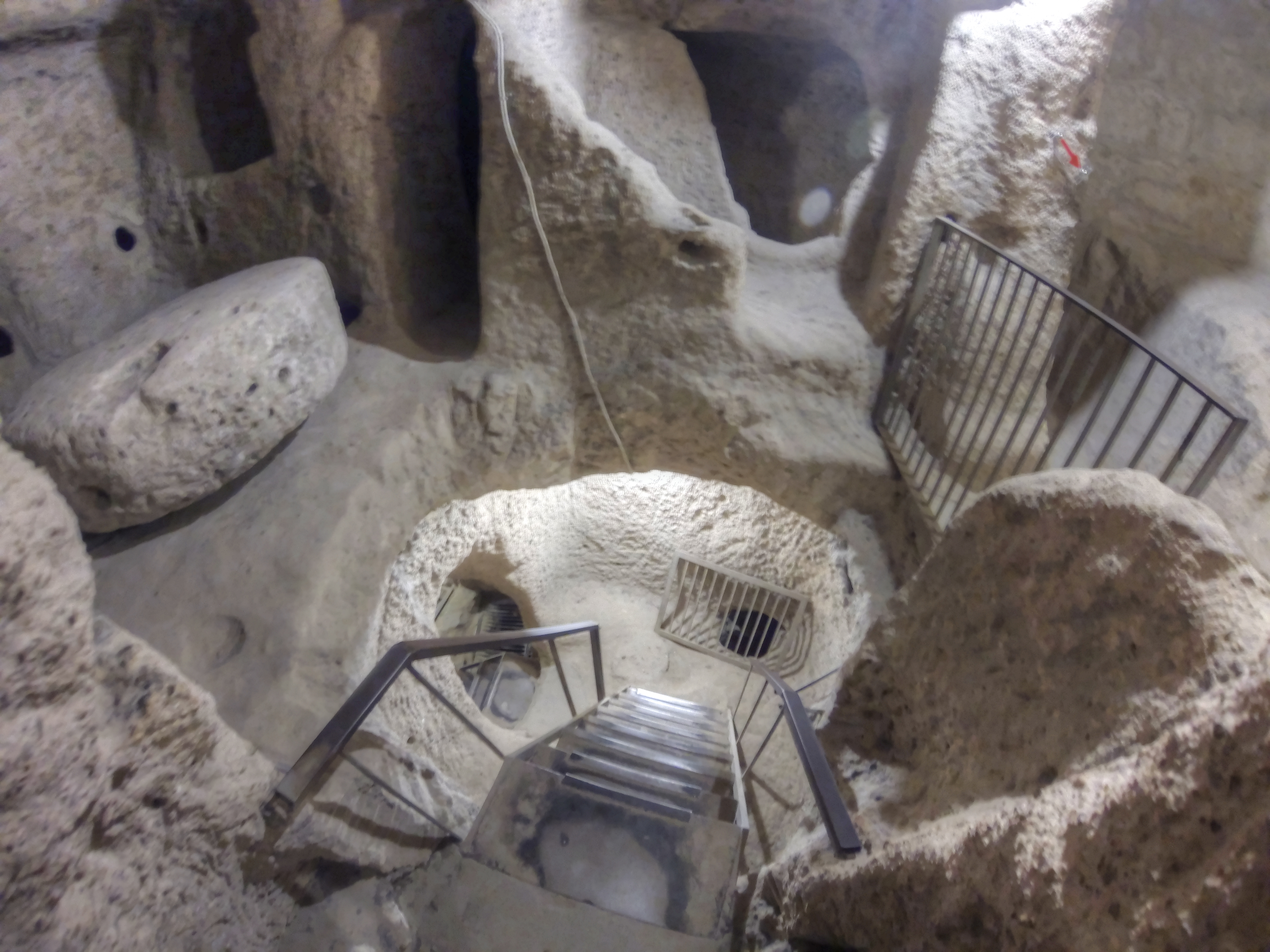
Một khung cảnh hiển thị nhiều tầng cùng một lúc.

Tên cổ là Enegup. Các hang động có thể lần đầu tiên được xây dựng trong đá núi lửa mềm bởi người Phrygian, một người Ấn-Âu, trong thế kỷ thứ 8 thế kỷ thứ 7 trước Công nguyên, theo Bộ Văn hóa Thổ Nhĩ Kỳ. Xây dựng vào khoảng thế kỷ 6 đến thế kỷ 10, thành phố ngầm Kaymakli có diện tích rộng tới 2,5km2, gồm nhiều tầng ngầm với các công trình như phòng ngủ, nhà bếp, nhà thờ, hầm mộ, kho chứa, nhà sản xuất rượu… Lối vào thành phố là một căn hầm đào bên dưới tảng đá basalt (loại đá hình thành do núi lửa phun trào), ăn thông với hành lang chính rộng hơn 15m. Bên trái có kho chứa, nhà xưởng, bên phải là nơi sinh hoạt cộng đồng. Từ đây có các hành lang nhỏ dẫn đến những căn phòng lớn nhỏ được khoét sâu vào các tầng đá tuff (loại đá hình thành do những mảnh vụn của núi lửa lắng đọng và nén lại). Các căn phòng này xinh xắn, có màu sắc sặc sỡ và sinh động.